# Список фронтовых кинооператоров Второй мировой войны

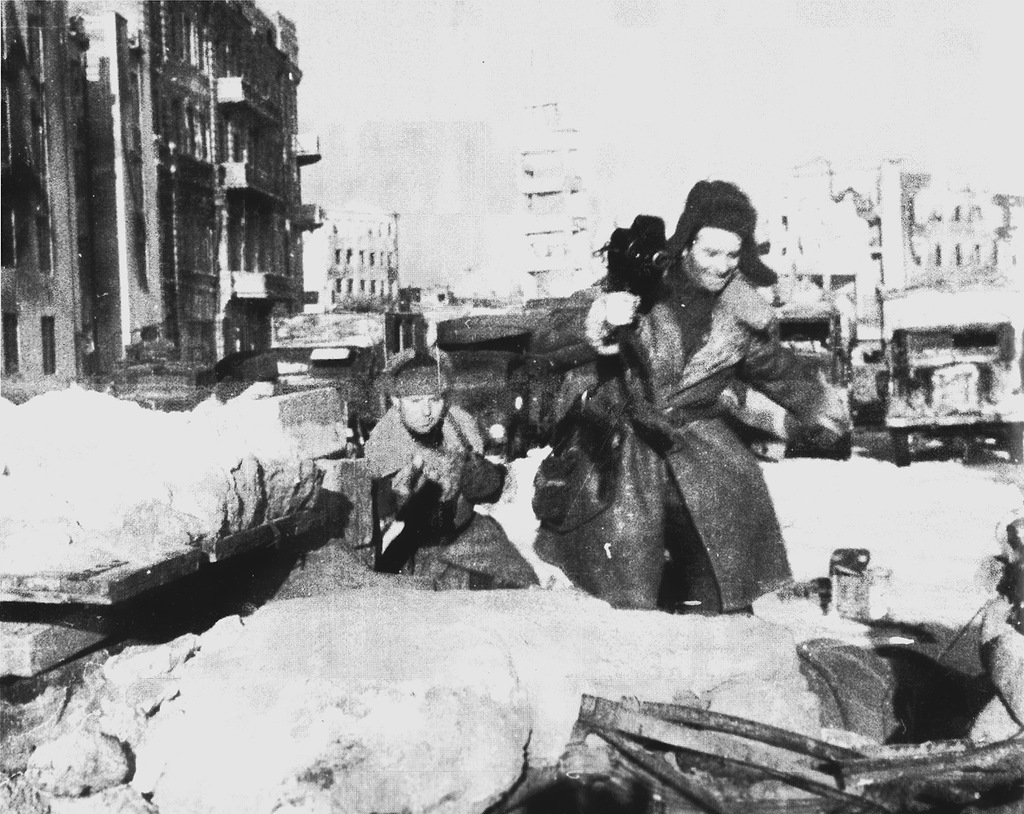
Сталинград, 1943

Сразу после начала Великой Отечественной войны, 23 июня 1941 года на фронт были отправлены первые кинодокументалисты, вскоре организованные в киногруппы. Они базировались при штабах фронтов, где было организовано снабжение плёнкой, отправка снятого материала в тыл. Большинство киногрупп находились непосредственно в соединениях и частях на передовой по всем фронтам, они также действовали на всех флотах, в ВВС, у партизан. Кинооператоры чаще работали по двое.
Вопрос о численности советских фронтовых кинооператоров долгое время был предметом дискуссий. Алексей Лебедев, автор статьи «Фронтовая кинохроника» для двухтомного кинословаря 1966—1970 годов, сам фронтовой оператор, работавший на ЦСДФ и лично знавший многих, — подготовил и в 1975 году издал альбом «Из кинолетописи Великой Отечественной 1941—1945», в котором перечислил всех известных ему на тот момент операторов — всего 257 человек. К переизданию кинословаря в 1987 году количество фронтовых операторов фактически оставалось прежним: «около 260» человек. Однако, из сохранившихся и попавшим в руки историков кино монтажных листов, сопровождавших каждую съёмку, ныне известно о 308 операторах и ассистентах фронтовых киногрупп, а также 107 административных работниках.
Аналогичные структуры кинооператоров действовали на фронтах иностранных армий и флотов, как среди стран антигитлеровской коалиции, так и стран Оси.

## Страны антигитлеровской коалиции

### Великобритания
1. Майк Льюис (Mike Lewis)[7]

### СССР
1. Авдеенко, Яков Павлович
2. Авербах, Иосиф Семёнович[K 1]
3. Авлошенко, Сергей Иванович
4. Аджибегашвили, Александр Николаевич
5. Ажогин, Александр Иванович[K 2]
6. Акмен, Иван Адамович
7. Александров, Григорий Семёнович
8. Алексеев, Александр Алексеевич
9. Алексеев, Евгений Алексеевич
10. Амиров, Гарей Гильмутдинович
11. Амиров, Гильван Гильмутдинович
12. Андриканис, Евгений Николаевич
13. Арабов, Маматкул Абдукадырович
14. Арзуманов, Леон Шахбазович
15. Аристакесов, Леон Газарович
16. Аронс, Илья Борисович
17. Асатиани, Георгий Ираклиевич
18. Асланов, Гай Григорьевич
19. Афанасьев, Всеволод Иванович
20. Бабасьев, Завен Михайлович
21. Балухтин, Алексей Михайлович[K 3]
22. Барбутлы, Мансур Яхич
23. Беляев, Василий Николаевич
24. Беляков, Иван Иванович
25. Берлинер, Яков Леопольдович
26. Беров, Моисей Залманович
27. Бессарабов, Игорь Викторович
28. Блажков, Николай Алексеевич
29. Блюмберг, Яков Исаакович
30. Бобров, Георгий Макарович
31. Богдан, Константин Иванович
32. Богоров, Ансельм Львович
33. Большаков, Николай Иванович
34. Борзунин, Александр Васильевич
35. Бородяев, Юрий Фёдорович
36. Брантман, Александр Моисеевич
37. Братуха, Александр Анастасьевич
38. Бровин, Константин Петрович
39. Бунимович, Теодор Захарович
40. Бурт, Борис Давидович
41. Буштуев, Глеб Васильевич
42. Быков, Анатолий Николаевич[K 4]
43. Быков, Николай Владимирович[K 5]
44. Быстров, Анатолий Николаевич[K 6]
45. Вакар, Борис Васильевич[K 7]
46. Валдайцев, Василий Ефимович
47. Ваховский, Моисей Ильич[K 8]
48. Вдовенков, Георгий Яковлевич
49. Вейнерович, Иосиф Наумович
50. Венц-Эйслер, Константин Михайлович
51. Вихирев, Николай Александрович
52. Войтенко, Владимир Григорьевич
53. Воронцов, Александр Ефимович
54. Высоцкий, Вячеслав Павлович[K 9]
55. Галадж, Семён Кириллович
56. Гальперович, Владимир Александрович
57. Гафт, Александр Михайлович
58. Гелейн, Игорь Владимирович
59. Гибер, Григорий Владимирович
60. Гиков, Рафаил Борисович
61. Гиндин, Михаил Ефимович
62. Глидер, Михаил Моисеевич
63. Головня, Владимир Николаевич
64. Голод, Лазарь Исаакович[K 10]
65. Голод, Наум Исаакович
66. Голомб, Иосиф Эммануилович
67. Голубев, Николай Петрович
68. Голубов, Георгий Альбертович
69. Гольбрих, Соломон Михайлович
70. Гольдштейн, Израиль Цалевич
71. Горбенко, Пётр Тихонович
72. Горданов, Вячеслав Вячеславович
73. Горинов, Пётр Васильевич
74. Грачёв, Иван Дмитриевич
75. Гринберг, Яков Соломонович
76. Громан, Арнольд Яковлевич[K 11]
77. Гроцкий, Лев Станиславович
78. Грязнов, Иван Александрович
79. Гулин, Вячеслав Иванович
80. Гусев, Сергей Евтеевич
81. Гутман, Илья Семёнович
82. Давидсон, Самуил Абрамович
83. Деканосидзе, Отар Кайхорсович
84. Дементьев, Борис Михайлович
85. Деревянко, Кирилл Терентьевич
86. Дильдарян, Иван Сумбатович
87. Доброницкий, Виктор Васильевич
88. Довнер, Юлиан Францевич
89. Долгов, Николай Сергеевич
90. Донец, Григорий Алексеевич
91. Дульцев, Василий Иванович
92. Дупленский, Константин Петрович
93. Егиазарян, Гурген Агамалович
94. Епифанов, Георгий Кузьмич
95. Еремеев Владимир Павлович
96. Ерин, Алексей Васильевич
97. Ермолов, Пётр Васильевич
98. Ефимов, Евгений Иванович
99. Ешурин, Владимир Семёнович
100. Зазулин, Александр Александрович
101. Запорожский, Иван Андреевич
102. Захарова, Галина Николаевна
103. Зенин, Антон Никифорович
104. Зенякин, Аркадий Михайлович
105. Ибрагимов, Давид Михайлович
106. Иванов, Олег Владимирович
107. Изаксон, Леонид Семёнович
108. Казначеев, Александр Фёдорович
109. Каиров, Асланбек Дзодзомович
110. Капкин, Михаил Мордухович[K 12]
111. Каплан, Михаил Григорьевич
112. Кармен, Роман Лазаревич
113. Картавенко, Борис Прокофьевич
114. Касаткин, Павел Дмитриевич
115. Каспий, Даниил Александрович
116. Кацман, Исаак Соломонович
117. Качурьян, Леонид Антонович
118. Каюмов, Малик Каюмович
119. Килосанидзе, Владимир Васильевич[K 13]
120. Киселёв, Василий Николаевич
121. Киселёв, Николай Порфирьевич
122. Киселёв, Сергей Иванович
123. Климов, Аркадий Александрович
124. Ковальчук, Александр Петрович
125. Ковальчук, Всеволод Львович
126. Коган, Соломон Яковлевич
127. Козаков (Янкелевич-Казаков), Абрам Наумович
128. Козырев, Борис Григорьевич
129. Койфман, Марк Борисович[K 14]
130. Колошин, Анатолий Александрович
131. Комаров, Владимир Сергеевич
132. Комаров, Игорь Николаевич
133. Корецкий, Леонид Владимирович
134. Королёв, Юрий Дмитриевич
135. Короткин, Виктор Васильевич
136. Косицын, Василий Алексеевич
137. Котлерман, Исаак Александрович[K 15]
138. Котляренко, Леонид Тихонович
139. Кочетков, Александр Яковлевич
140. Кричевский, Абрам Григорьевич
141. Кротик-Короткевич, Фёдор Григорьевич
142. Крылов, Анатолий Александрович
143. Крылов, Владимир Александрович[K 16]
144. Ксенофонтов, Александр Сергеевич
145. Кун, Юлий Михайлович
146. Кутуб-заде, Кенан Абдуреимович
147. Кушешвили, Алексей Зиновьевич
148. Лампрехт, Павел Александрович
149. Лебедев, Алексей Алексеевич
150. Левитан, Аркадий Юлианович
151. Левитин, Вениамин Фаустович
152. Лезерсон, Вера Робертовна
153. Лейбов, Яков Соломонович[K 17]
154. Лейбович, Эдуард Миронович
155. Леонтович, Фёдор Александрович
156. Лившиц, Борис Самойлович
157. Листвин, Андрей Александрович
158. Лифшиц, Михаил Ильич
159. Лозовский, Ефим Давидович
160. Лыткин, Николай Александрович
161. Магакян, Оганес Бартучемиосович
162. Мазрухо, Леон Борисович
163. Макасеев, Борис Константинович
164. Максимович, Виктор Фомич
165. Малов, Иван Фёдорович[K 18]
166. Малько, Георгий Саввич
167. Мамедов, Джаваншир Муса оглы
168. Маневич, Борис Исаакович
169. Марченко, Яков Григорьевич
170. Масленников, Серафим Сергеевич
171. Масс, Вадим Семёнович
172. Медведев, Леонид Васильевич
173. Мельников, Николай Николаевич
174. Местечкин, Яков Гершкович
175. Микоша, Владислав Владиславович
176. Минкевич, Владимир Николаевич
177. Мирный, Валентин Григорьевич
178. Мищенко, Василий Михайлович
179. Могилевский, Григорий Александрович
180. Монгловская, Галина Сергеевна
181. Монгловский, Юрий Викторович
182. Муромцев, Виктор Николаевич[K 19]
183. Мустафаев, Мирзабек Мирзабахыш оглы
184. Мухин, Евгений Васильевич
185. Нагорный, Николай Павлович
186. Назаров, Анатолий Михайлович
187. Нариманишвили, Мелитон Георгиевич
188. Небылицкий, Борис Рудольфович
189. Никифоров, Анатолий Петрович
190. Николаев, Георгий Николаевич
191. Николаевич-Курьяк, Андрей Борисович[K 20]
192. Номофилов, Николай Порфирьевич[K 21]
193. Овсянников, Фёдор Иванович
194. Орлянкин, Валентин Иванович
195. Островский, Григорий Ульянович
196. Оцеп, Матвей Матвеевич
197. Ошурков, Михаил Фёдорович
198. Павлов, Анатолий Васильевич
199. Паллей, Павел Иванович
200. Панкин, Леонид Григорьевич
201. Панов, Иван Васильевич
202. Парвель, Владимир Юлиусович
203. Петров, Александр Николаевич
204. Петров, Виктор Александрович
205. Петросов, Никита Арамович
206. Печул, Филипп Иванович[K 22]
207. Пизов, Соломон Львович
208. Писанко, Константин Николаевич
209. Писарев, Николай Владимирович[K 23]
210. Пискарёв, Константин Иванович
211. Пищиков, Александр Кузьмич
212. Погорелый, Анатолий Иванович
213. Погосов, Арташ Аршакович
214. Пойченко, Михаил Иванович
215. Попов, Георгий Фёдорович
216. Посельский, Михаил Яковлевич
217. Придорогин, Владимир Александрович
218. Прозоровский-Ременников, Николай Львович
219. Прудников, Михаил Михайлович
220. Пумпянский, Борис Яковлевич[K 24]
221. Резник, Яков Абрамович
222. Рейзман, Оттилия Болеславовна
223. Рогачевский, Борис Михайлович
224. Роговский, Алексей Алексеевич
225. Родниченко, Георгий Ермилович[K 25]
226. Романенко, Александр Михайлович
227. Рубанович, Анатолий Михайлович
228. Русанов, Павел Васильевич
229. Рымарев, Дмитрий Георгиевич
230. Ряшенцев, Константин Михайлович
231. Самгин, Николай Александрович[K 26]
232. Самуцевич, Олег Болеславович
233. Санамян, Геворк Минасович
234. Сегаль, Моисей Менделевич
235. Семененко, Исаак Дементьевич
236. Семёнов, Александр Андреевич
237. Семёнов, Сергей Андреевич
238. Сёмин, Алексей Георгиевич
239. Сенотов, Георгий Петрович
240. Сидоров, Константин Николаевич
241. Силенко, Михаил Александрович
242. Симонов, Георгий Александрович
243. Симонян, Норайр Амаякович
244. Симхович, Виталий Григорьевич
245. Синицын, Борис Фёдорович
246. Синицын, Владислав Иванович
247. Скраливецкий, Семён Абрамович
248. Славин, Яков Михайлович[K 27]
249. Смирнов, Яков Константинович
250. Смолка, Александр Ильич
251. Смородин, Виктор Алексеевич
252. Соколов, Борис Александрович
253. Соколов, Евгений Павлович
254. Сокольников, Иван Иванович
255. Соловьёв, Василий Васильевич
256. Сологубов, Андрей Иванович
257. Солодков, Алексей Владимирович[K 28]
258. Соломаха, Константин Николаевич
259. Соркин, Борис Исаакович
260. Софьин, Авенир Петрович
261. Станкевич, Константин Болеславович
262. Старошас, Виктор Владимирович
263. Стояновский, Семён Абрамович[K 29]
264. Страдин, Владимир Иванович
265. Сумкин, Владимир Алексеевич[K 30]
266. Сухов, Александр Яковлевич
267. Сухова, Мария Ивановна[K 31]
268. Сущинский, Владимир Александрович[K 32]
269. Таги-Заде, Искендер[K 33]
270. Томберг, Владимир Эрнестович
271. Трофимов, Глеб Николаевич
272. Трояновский, Марк Антонович
273. Уралов, Сергей Яковлевич
274. Урусевский, Сергей Павлович
275. Усейнашвили, Георгий Александрович
276. Учитель, Ефим Юльевич
277. Фелицын, Игорь Алексеевич
278. Фельдман, Дмитрий Моисеевич
279. Фельдман, Зиновий Львович
280. Филиппов, Арчил Филиппович
281. Фомин, Сергей Николаевич
282. Фроленко, Владимир Анисимович
283. Фролов, Александр Иванович
284. Хавчин, Абрам Львович
285. Халушаков, Рувим Борисович
286. Хнкоян, Георгий Николаевич
287. Цеслюк, Владимир Павлович
288. Цитрон, Владимир Самуилович
289. Чаплыгин, Пётр Максимович[K 34]
290. Чешев, Иван Иванович
291. Чикноверов, Иван Александрович
292. Шанидзе, Василий Олифанович
293. Шапиро, Евгений Вениаминович
294. Шаповалов, Александр Николаевич
295. Шафран, Аркадий Менделевич
296. Шейнин, Семён Альтерович
297. Шеккер, Иван Иванович
298. Шер, Борис Ильич
299. Шер, Семён Яковлевич[K 35]
300. Шило, Арсений Петрович[K 36]
301. Широнин, Константин Ильич
302. Школьников, Семён Семёнович
303. Шлыков, Пётр Александрович
304. Шнейдеров, Михаил Абрамович
305. Шоломович, Давид Григорьевич
306. Штатланд, Виктор Александрович
307. Шулятин, Герман Владимирович
308. Щадронов, Борис Варламович
309. Щекутьев, Александр Гаврилович
310. Эдельсон, Давид Яковлевич[K 37]
311. Эдигарашвили Ираклий Викторович
312. Эйберг, Борис Маркович
313. Эльберт, Александр Павлович
314. Яцун, Евгений Павлович

Список составлен по последним на данный момент публикациям А. Дерябина «Создатели фронтовой кинолетописи. Биофильмографический справочник» (2016), В. Фомина «Плачьте, но снимайте! Советская фронтовая кинохроника 1941—1945 гг.» (2018), а также собственных изысканий редакторов сайта Музей ЦСДФ.

### Болгария
1. Василь Холиолчев[болг.][43]
2. Василь Бакарджиев[болг.][43]

### США
1. Джон Доред (Jānis Doreds)[44]

## Страны Оси

### Германия
1. Али, Фриц (Fritz Aly)[45]
2. Бастаньер, Ганс (Bastanier, Hans)[46]
3. Баух, Гюнтер (Günther Bauch)[45]
4. Брикс, Рудольф (Rudolf Brix)[45]
5. Вайль, Карл (Karl Weil)[45]
6. Вайс, Густав (Weiss, Gustav)[45]
7. Гармс, Герхард (Garms, Gerhard)[47]
8. Гримм, Вальтер (Grimm, Walter)[45]
9. Грунд, Хорст (Grund, Horst)[48]
10. Далмайер, Роберт (Robert Dahlmeier)[45]
11. Кайфер, Германн (Hermann Kiefer)[45]
12. Комор, Вальтер (Walter Komor)[45]
13. Ланчнер, Гуцци (Guzzi Lantschner)[45][49]
14. Майер, Хорст (Horst Meier)[45]
15. Музехольд, Ганс-Юрген (Hans-Jürgen Musehold)[45]
16. Нат, Рольф Дитрих (Rolf Dietrich Nath)[45]
17. Онаш, Эрих (Erich Onasch)[45]
18. Рот, Франц (Roth, Franz)[50]
19. Фишер, Гельмут (Helmut Fischer)[45]
20. Френц, Вальтер (Frentz, Walter)
21. Хипплер, Фриц (Fritz Hippler)
22. Шмидт, Хайнц (Heinz Schmidt)[45]
23. Шольц, Альфред (Scholz, Alfred)[45]
24. Штоль, Эрих (Stoll, Erich)
25. Штрёбль, Фриц (Ströbel, Fritz)[45]
26. Эмптер, Ганс (Hans Empter)[45]
27. Эртл, Ганс (Hans Ertl)[51]
28. Якоби, Ганс (Hans Jacobi)[45]
29. Burckhardt[45]
30. Gerke[45]
31. Helbig[45]
32. Kiel[45]
33. Lampert[45]
34. Wilhelm Manthey[45]
35. Nagel[45]
36. Proppe[45]
37. Schäfer[45]
38. Sedler[45]
39. Wilzeck[45]
40. Zeiss[45]

## Комментарии
1. ↑  Иосиф Авербах погиб в 1943 году при исполнении профессионального долга[8].
2. ↑  Александр Ажогин отнесён к фронтовым операторам по материалам, собранным Алексеем Лебедевым, но подтверждающих это документов до сих пор не найдено[9].
3. ↑  Алексей Балухтин погиб в 1943 году при исполнении профессионального долга[10].
4. ↑  Анатолий Быков погиб в 1943 году при исполнении профессионального долга[11].
5. ↑  Николай Быков погиб в 1945 году при исполнении профессионального долга[11].
6. ↑  Анатолий Быстров погиб в 1943 году при исполнении профессионального долга[12].
7. ↑  Борис Вакар погиб в 1943 году при исполнении профессионального долга[12].
8. ↑  Моисей Ваховский пропал без вести в 1941 году при исполнении профессионального долга[13].
9. ↑  Вячеслав Высоцкий погиб в 1943 году при исполнении профессионального долга[14].
10. ↑  Лазарь Голод погиб в 1941 году при исполнении профессионального долга[15].
11. ↑  Арнольд Громан погиб в 1941 году при исполнении профессионального долга[16].
12. ↑  Михаил Капкин погиб в 1944 году при исполнении профессионального долга[17].
13. ↑  Владимир Килосанидзе погиб в 1944 году при исполнении профессионального долга[18].
14. ↑  Марк Койфман пропал без вести в 1941 году при исполнении профессионального долга[19].
15. ↑  Исаак Котлерман пропал без вести в 1941 году при исполнении профессионального долга[20].
16. ↑  Владимир Крылов погиб в 1945 году при исполнении профессионального долга[21].
17. ↑  Яков Лейбов погиб в 1944 году при исполнении профессионального долга[22].
18. ↑  Иван Малов погиб в 1943 году при исполнении профессионального долга[23].
19. ↑  Виктор Муромцев погиб в 1945 году при исполнении профессионального долга[24].
20. ↑  Андрей Николаевич-Курьяк погиб в 1941 году при исполнении профессионального долга[25].
21. ↑  Николай Номофилов погиб в 1942 году в первый же день на фронте при исполнении профессионального долга[25].
22. ↑  Филипп Печул погиб в 1941 году при исполнении профессионального долга[26].
23. ↑  Николай Писарев погиб в 1944 году при исполнении профессионального долга[27].
24. ↑  Борис Пумпянский погиб в 1944 году при исполнении профессионального долга[28].
25. ↑  Георгий Родниченко погиб в 1944 году при исполнении профессионального долга[29].
26. ↑  Николай Самгин погиб в 1941 году при исполнении профессионального долга[30].
27. ↑  Яков Славин погиб в 1943 году при исполнении профессионального долга[31].
28. ↑  Алексей Солодков погиб в 1943 году при исполнении профессионального долга[32].
29. ↑  Семён Стояновский погиб в 1945 году при исполнении профессионального долга[33].
30. ↑  Владимир Сумкин погиб в 1941 году при исполнении профессионального долга[34].
31. ↑  Мария Сухова погибла в 1944 году при исполнении профессионального долга[35].
32. ↑  Владимир Сущинский погиб в 1945 году при исполнении профессионального долга[36].
33. ↑  Искендер Таги-Заде погиб в 1943 году при исполнении профессионального долга[37].
34. ↑  Пётр Чаплыгин погиб в 1942 году при исполнении профессионального долга[38].
35. ↑  Семён Шер пропал без вести в 1942 году при исполнении профессионального долга[39].
36. ↑  Арсений Шило погиб в 1944 году при исполнении профессионального долга[40].
37. ↑  Давид Эдельсон погиб в 1941 году при исполнении профессионального долга[41].